# Карл Александер (Саксония-Ваймар-Айзенах)
Карл Александер Август Йохан фон Саксония-Ваймар-Айзенах (на немски: Karl (Carl) Alexander August Johann von Sachsen-Weimar-Eisenach; * 24 юни 1818, Ваймар; † 5 януари 1901, Ваймар) е велик херцог на Саксония-Ваймар-Айзенах (1853 – 1901).

## Живот
Син е на велик херцог на Карл Фридрих фон Саксония-Ваймар-Айзенах (1783 – 1853) и съпругата му руската велика княгиня Мария Павловна, дъщеря на цар Павел I и София Доротея Вюртембергска. Майка му е сестра на цар Александър I. Брат е на Августа (1811 – 1890), омъжена от 1829 г. за крал Вилхелм I от Прусия (1797 – 1888).
На Карл Александер се отдават езици. От 1835 г. той следва право, история и природни науки в университетите в Лайпциг и Йена и получава също военно убучение. През 1841 г. завършва като доктор по право в Йена.
Карл Александер се жени на 8 октомври 1842 г. в Хага за братовчедката си принцеса София Нидерландска (* 8 април 1824; † 23 март 1897), дъщеря на крал Вилхелм II Нидерландски (1792 – 1849) и руската велика княгиня Анна Павловна (1795 – 1865), сестра на майка му. От 8 юли 1853 г. Карл Александер е велик херцог на Саксония-Ваймар-Айзенах.
Той умира на 5 януари 1901 г. на 82 години във Ваймар.
- Велик херцог Карл Александер
- Карл Александер и съпругата му София Нидерландска
- Паметник на Карл Александер в Айзенах

## Деца
Карл Александер и София Нидерландска имат децата:
- Карл Август (1844 – 1894), наследствен велик херцог на Саксония-Ваймар-Айзенах и херцог на Саксония, женен на 26 август 1873 г. във Фридрихсхафен за принцеса Паулина фон Саксония-Ваймар-Айзенах (1852 – 1904)
- Мария Александрина (1849 – 1922), омъжена на 6 февруари 1876 г. във Ваймар за принц Хайнрих VII Ройс-Кьостриц (1825 – 1906)
- Мария Анна София Елизабет Бернхардина Ида Августа Хелена Шарлота Амалия (1851 – 1859)
- Елизабет Сибила (1854 – 1908), омъжена на 6 ноември 1886 г. във Ваймар за херцог Йохан Албрехт фон Мекленбург (1857 – 1920)

## Кореспонденция
- Briefwechsel zwischen Joseph Viktor von Scheffel und Carl Alexander, Großherzog von Sachsen-Weimar-Eisenach, Karlsruhe 1928.
- Carl Alexander und die Wartburg in Briefen an Hugo von Ritgen, Moritz von Schwind und Hans Lucas von Cranach. Letsch, Hannover 1925.
- Großherzog Carl Alexander und Fanny Lewald-Stahr in ihren Briefen 1848 – 1889. 2 Bde., eingeleitet und hrsg. v. Rudolf Göhler, Mittler, Berlin 1932.
- Mein edler, theurer Großherzog! Briefwechsel zwischen Hans Christian Andersen und Großherzog Carl Alexander von Sachsen-Weimar-Eisenach. v. Ivy York Möller-Christensen und Ernst Möller-Christensen, Wallstein, Göttingen 1992.
- Mein gnädigster Herr! Meine gütige Korrespondentin! Fanny Lewalds Briefwechsel mit Carl Alexander von Sachsen-Weimar 1848 – 1889. Mit einer Einführung von Eckart Kleßmann, Böhlau, Weimar 2000.